# Michal Rovner
Michal Rovner, née le 7 novembre 1957 à Tel Aviv en Israël, est une artiste contemporaine israélienne. 

## Biographie
Née en 1957 à Tel-Aviv, elle est issue d'une famille d'origine germano-russe. En 1978, elle cofonde à Tel Aviv l’école Camera Obscura consacrée à la photographie, la vidéo et le cinéma et y enseigne en 1986-1987.
Elle vit et travaille entre New York (depuis 1988) et son pays d’origine.

## Démarche
Son travail s'articule autour des arts visuels : photo, cinéma, installation vidéo. La technologie numérique lui permet de restituer sa vision sensible du monde — esthétique, politique, poétique et humaine. Ainsi, Michal Rovner construit au fil de ses vidéos une image à portée universelle. Son langage dépouillé met en avant un univers existentiel qui se compose d’un foisonnement de petites silhouettes. Ces personnages se meuvent tantôt solitaire, tantôt en groupe, évoluant sans but, dotés d’une présence fragile, éphémère, confrontés à la réalité du monde. Son travail est un questionnement sur la mémoire, l'écriture, l’identité, l’existence, le temps. Elle s'intéresse également à l'histoire et à la notion de territoire, ainsi qu'aux conflits qui traversent le Moyen-Orient depuis le milieu du XXe siècle. Son œuvre a commencé à être remarquée dans les années 1990, mais elle s’est révélée au public à la Biennale de Venise 2003.

## Œuvres
- Outside, 1990-1991. Photographies.
- Border, 1996-1997. Film vidéo.
- Monoprints of Birds, 1998. Film vidéo.
- Coexistence 2, 2000. Installation vidéo. Photogramme. Dimensions variables.
- Against Order ? Against Disorder ? 2003. Installations avec projections vidéo.
- Data Zone, 2003. Installation avec projections vidéo.
- Time Left, 2003. Installation vidéo sonore.
- The Well, 2004. Puits en calcaire, projection vidéo.
- Cabinet Stones, 2004-2005. Vitrine en acier et verre, pierre, projection vidéo.
- Tablets, 2004. Deux tablettes en pierre, sable, deux vidéos projections, deux canaux audio.
- Postcard, 2005. Écrans vidéo encadrés.
- Fields of Fire, 2004-2005. Installation vidéo conçue en collaboration avec Heiner Goebbels pour la partie sonore.
- Fire Lines 1, 2005. Pigments sur papier.
- Fire Lines 3, 2005. Pigments sur papier.
- Fire Lines 9, 2005. Pigments sur papier.
- Hitlakdut, 2006. Installation avec projection vidéo.
- Night, 2016.

## Publications
- Michal Rovner, Fields, Steidl, Londres, 2005.